# 北小路師光
北小路師光（きたこうじ もろみつ、寛政4年（1792年）5月4日 - 天保14年（1843年）5月20日）は、江戸時代後期の公卿。

## 官歴
- 寛政8年（1796年）：従五位下
- 寛政12年（1800年）：従五位上
- 文化元年（1804年）：正五位下、中務権大輔
- 文化5年（1808年）：従四位下
- 文化8年（1811年）：中務大輔
- 文化9年（1812年）：従四位上
- 文化13年（1816年）：正四位下
- 文政4年（1821年）：従三位
- 文政7年（1824年）：右京権大夫
- 文政8年（1825年）：正三位
- 文政9年（1826年）：踏歌節会外弁

## 系譜
- 父：北小路祥光
- 子：北小路説光